# Walther PPQ
Die Walther PPQ, oder Polizeipistole Quick Defence, ist eine Pistole des deutschen Waffenherstellers Walther.

## Geschichte
Die Walther PPQ ist eine Weiterentwicklung der Walther P99QA. Auffälligstes Merkmal ist, wie bei der Walther P99 das Fehlen eines Hahns, die PPQ nutzt stattdessen ein vollständig innen liegendes Schlagbolzenschloss. Die Abkürzung PPQ steht für „Polizeipistole Quick-Defense“.

## Technik
Die Waffe arbeitet nach dem modifizierten Browning-System und hat eine Picatinny-Schiene im vorderen Bereich des Griffstücks für optoelektronische Zielhilfen. Es kann auch ein Schalldämpfer montiert werden.
Eine manuelle Sicherung, wie sie bei den meisten Selbstladepistolen üblich ist, ist nicht vorhanden; die Waffe ist im durchgeladenen Zustand dauergespannt und sofort schussbereit. Der Vorteil hierbei ist, dass der Abzug immer einen konstanten Abzugsweg von 9 mm hat. Die Waffe wurde insbesondere für Spezialeinheiten entwickelt. Zudem sind alle Bedienelemente, wie Schlittenfanghebel und Magazinhalter, auf beiden Seiten angebracht.
Die Waffe verfügt über drei automatische Sicherungen. Zudem verfügt die Waffe über ein Mittelzüngel am Abzug als zusätzliche Fallsicherung.
Der Griffrücken des Griffstückes ist austauschbar und kann dadurch verschiedenen Handformen und -größen angepasst werden. Das abgerundete Design führt dazu, dass sich die Waffe kaum verhaken kann, wenn sie verdeckt – also unter Kleidung – getragen wird.

## Modellvarianten
Die PPQ Navy ist eine Variante der PPQ, die speziell für maritime Spezialeinheiten entwickelt wurde. Sie verfügt über zusätzliche Bohrungen im Schlagbolzenkanal und spezielle Führungen, die die Wasserverdrängung optimieren. Somit ist die Waffe, auch wenn sie komplett mit Wasser geflutet ist, sofort schussbereit.
Die Modelle der Q5-Match-Serie sind hinsichtlich ihrer Ausstattung besonders zum sportlichen Schießen geeignet. Es gibt die Q5-Match-Serie mit Polymer- und Stahlgriffstücken. Die PPQ M2 Subcompact ist eine verkleinerte Variante, die zum verdeckten Führen entwickelt wurde.
Die Classic-Baureihe ist an der Wippe im Abzugsbügel erkennbar, während die M2-Generation einen seitlichen Knopf zur Freigabe des Magazins besitzt.
| Variante                 | Gesamtlänge mm | Kaliber   | Lauflänge mm | Höhe mm | Breite mm | Gewicht g | Gewicht g | Max. Magazinfüllung |
| ------------------------ | -------------- | --------- | ------------ | ------- | --------- | --------- | --------- | ------------------- |
| PPQ                      | 180            | 9 × 19 mm | 102          | 135     | 34        | 615       |           | 15 (optional 17)    |
| PPQ                      | 184            | .40 S&W   | 106          | 135     | 34        | 625       |           | 12 (optional 14)    |
| PPQ                      | 188            | .45 ACP   | 108          | 135     | 34        | 840       |           | 12                  |
| PPQ Navy                 | 180            | 9 × 19 mm | 102          | 135     | 34        | 695       |           | 15 (optional 17)    |
| PPQ M2 4 Zoll .22 l.r.   | 180            | .22 lr    | 100          | 135     | 34        | 590       |           | 12                  |
| PPQ M2 4,6 Zoll .22 l.r. | 206            | .22 lr    | 117          | 135     | 34        | 593       |           | 12                  |
| PPQ M2 5 Zoll .22 l.r.   | 206            | .22 lr    | 127          | 135     | 34        | 635       |           | 10/12               |
| PPQ M2 Subcompact        | 167,5          | 9 × 19 mm | 88,6         | 110,5   | 34        | 543       | 608       | 10/15               |
| 1. 2.                    |                |           |              |         |           |           |           |                     |